# Neni

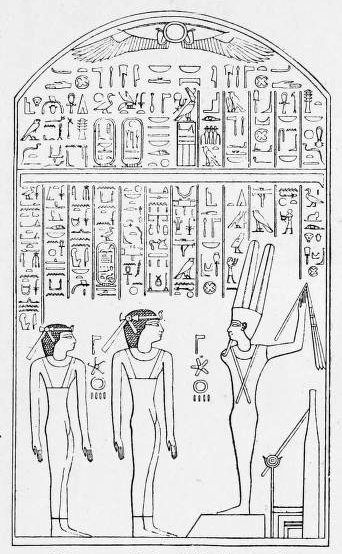
Stele der Iuhetibu Fendi und der Dedetanqet

Neni war eine altägyptische Königin der 13. Dynastie. Sie ist bisher nur von zwei Quellen bekannt. Auf einer Stele, die sich heute im Louvre (C8) befindet, sind ihre beiden Töchter Iuhetibu Fendi und Dedetanqet dargestellt. Beide Frauen werden als geboren von Neni bezeichnet. Diese beiden Königstöchter sind aus anderen Quellen als Töchter von König Sechem-Re sewadj-taui Sobekhotep bekannt, womit Neni sicherlich Gemahlin dieses Herrschers war. Ansonsten gibt es noch eine Stele ihres Domänenverwalters. Neni hatte also eigene Domänen.